# Крето (Тренто)
Крето је насеље у Италији у округу Тренто, региону Трентино-Јужни Тирол.
Према процени из 2011. у насељу је живело 804 становника. Насеље се налази на надморској висини од 523 м.